# EURO 2012 Kvalifikation, Gruppe G
UEFA EURO 2012 Kvalifikation, Gruppe G er den syvende gruppe ud af ni, i kvalifikationen til EURO 2012 i Polen/Ukraine.

## Stilling
| Forklaring                                                 |
| ---------------------------------------------------------- |
| Kvalificeret direkte til Europamesterskabet i fodbold 2012 |
| Kvalificeret til play-off                                  |

| Pos | Hold       | K | V | U | T | +  | -  | D   | P  |
| --- | ---------- | - | - | - | - | -- | -- | --- | -- |
| 1   | England    | 8 | 5 | 3 | 0 | 17 | 5  | +12 | 18 |
| 2   | Montenegro | 8 | 3 | 3 | 2 | 7  | 7  | 0   | 12 |
| 3   | Schweiz    | 8 | 3 | 2 | 3 | 12 | 10 | +2  | 11 |
| 4   | Wales      | 8 | 3 | 0 | 5 | 6  | 10 | -4  | 9  |
| 5   | Bulgarien  | 8 | 1 | 2 | 5 | 3  | 13 | -10 | 5  |

## Kampprogram
| 3. september 2010 19:30 UTC+2 |

| Montenegro  | 1–0     | Wales |
| ----------- | ------- | ----- |
| Vučinić 30' | Rapport |       |

| Podgorica City Stadion, Podgorica Tilskuere: 7.442 Dommer: Anastasios Kakos (Grækenland) |

| 3. september 2010 20:00 UTC+1 |

| England                             | 4–0     | Bulgarien |
| ----------------------------------- | ------- | --------- |
| Defoe 3', 61', 86' · A. Johnson 83' | Rapport |           |

| Wembley Stadion, London Tilskuere: 73.426 Dommer: Viktor Kassai (Ungarn) |

| 7. september 2010 20:30 UTC+3 |

| Bulgarien | 0–1     | Montenegro     |
| --------- | ------- | -------------- |
|           | Rapport | Zverotić 35' · |

| Vasil Levski National Stadion, Sofia Tilskuere: 9.470 Dommer: Vladislav Bezborodov (Rusland) |

| 7. september 2010 20:45 UTC+2 |

| Schweiz     | 1–3     | England                                  |
| ----------- | ------- | ---------------------------------------- |
| Shaqiri 71' | Rapport | Rooney 10' · A. Johnson 69' · Bent 88' · |

| St. Jakob-Park, Basel Tilskuere: 37.500 Dommer: Nicola Rizzoli (Italien) |

| 8. oktober 2010 20:30 UTC+2 |

| Montenegro  | 1–0     | Schweiz |
| ----------- | ------- | ------- |
| Vučinić 67' | Rapport |         |

| Podgorica City Stadion, Podgorica Tilskuere: 10.750 Dommer: Eduardo Iturralde González (Spanien) |

| 8. oktober 2010 19:30 UTC+1 |

| Wales | 0–1     | Bulgarien      |
| ----- | ------- | -------------- |
|       | Rapport | I. Popov 48' · |

| Cardiff City Stadium, Cardiff Tilskuere: 14.061 Dommer: Jonas Eriksson (Sverige) |

| 12. oktober 2010 20:30 UTC+2 |

| Schweiz                                           | 4–1     | Wales      |
| ------------------------------------------------- | ------- | ---------- |
| Stocker 8', 89' · Streller 21' · Inler 82' (str.) | Rapport | Bale 13' · |

| St. Jakob-Park, Basel Tilskuere: 26.000 Dommer: Alain Hamer (Luxembourg) |

| 12. oktober 2010 20:00 UTC+1 |

| England | 0–0     | Montenegro |
| ------- | ------- | ---------- |
|         | Rapport |            |

| Wembley Stadion, London Tilskuere: 73.451 Dommer: Manuel Gräfe (Tyskland) |

| 26. marts 2011 15:00 UTC |

| Wales | 0–2     | England                        |
| ----- | ------- | ------------------------------ |
|       | Rapport | Lampard 7' (str.) · Bent 15' · |

| Millennium Stadium, Cardiff Tilskuere: 68.959 Dommer: Olegário Benquerença (Portugal) |

| 26. marts 2011 18:45 UTC+2 |

| Bulgarien | 0–0     | Schweiz |
| --------- | ------- | ------- |
|           | Rapport |         |

| Vasil Levski National Stadion, Sofia Tilskuere: 9.600 Dommer: William Collum (Skotland) |

| 4. juni 2011 16:45 UTC+1 |

| England                        | 2–2     | Schweiz             |
| ------------------------------ | ------- | ------------------- |
| Lampard 37' (str.) · Young 51' | Rapport | Barnetta 32', 35' · |

| Wembley Stadion, London Tilskuere: 84.459 Dommer: Damir Skomina (Slovenien) |

| 4. juni 2011 20:30 UTC+2 |

| Montenegro  | 1–1     | Bulgarien      |
| ----------- | ------- | -------------- |
| Đalović 53' | Rapport | I. Popov 66' · |

| Podgorica City Stadion, Podgorica Tilskuere: 11.500 Dommer: Alon Yefet (Israel) |

| 2. september 2011 21:15 UTC+3 |

| Bulgarien | 0–3     | England                          |
| --------- | ------- | -------------------------------- |
|           | Rapport | Cahill 13' · Rooney 21', 45+1' · |

| Vasil Levski National Stadion, Sofia Tilskuere: 27.230 Dommer: Frank De Bleeckere (Belgien) |

| 2. september 2011 19:45 UTC+1 |

| Wales                    | 2–1     | Montenegro    |
| ------------------------ | ------- | ------------- |
| Morison 28' · Ramsey 50' | Rapport | Jovetić 71' · |

| Cardiff City Stadium, Cardiff Tilskuere: 8.194 Dommer: Luca Banti (Italien) |

| 6. september 2011 20:30 UTC+2 |

| Schweiz                 | 3–1     | Bulgarien      |
| ----------------------- | ------- | -------------- |
| Shaqiri 45+2', 62', 90' | Rapport | I. Ivanov 8' · |

| St. Jakob-Park, Basel Tilskuere: 16.880 Dommer: Pavel Kralovec (Tjekkiet) |

| 6. september 2011 19:45 UTC+1 |

| England   | 1–0     | Wales |
| --------- | ------- | ----- |
| Young 35' | Rapport |       |

| Wembley Stadion, London Tilskuere: 77.128 Dommer: Robert Schörgenhofer (Østrig) |

| 7. oktober 2011 19:45 UTC+1 |

| Wales                        | 2–0     | Schweiz |
| ---------------------------- | ------- | ------- |
| Ramsey 60' (str.) · Bale 71' | Rapport |         |

| Liberty Stadium, Swansea Tilskuere: 12.317 Dommer: Björn Kuipers (Holland) |

| 7. oktober 2011 21:00 UTC+2 |

| Montenegro                     | 2–2     | England                |
| ------------------------------ | ------- | ---------------------- |
| Zverotić 45' · Delibašić 90+1' | Rapport | Young 11' · Bent 31' · |

| Podgorica City Stadion, Podgorica Tilskuere: 11.340 Dommer: Wolfgang Stark (Tyskland) |

| 11. oktober 2011 21:05 UTC+3 |

| Bulgarien | 0–1     | Wales      |
| --------- | ------- | ---------- |
|           | Rapport | Bale 45' · |

| Vasil Levski National Stadion, Sofia Tilskuere: 1.672 Dommer: Paweł Gil (Polen) |

| 11. oktober 2011 20:15 UTC+2 |

| Schweiz                         | 2–0     | Montenegro |
| ------------------------------- | ------- | ---------- |
| Derdiyok 51' · Lichtsteiner 65' | Rapport |            |

| St. Jakob-Park, Basel Tilskuere: 19.997 Dommer: Olegário Benquerença (Portugal) |

## Topscore
4 mål
- Xherdan Shaqiri

3 mål
| - Darren Bent - Jermain Defoe | - Wayne Rooney - Ashley Young | - Gareth Bale |

2 mål
| - Ivelin Popov - Adam Johnson - Frank Lampard | - Mirko Vučinić - Elsad Zverotić - Tranquillo Barnetta | - Valentin Stocker - Aaron Ramsey |

1 mål
| - Ivan Ivanov - Gary Cahill - Radomir Đalović - Andrija Delibašić | - Stevan Jovetić - Eren Derdiyok - Gökhan Inler | - Stephan Lichtsteiner - Marco Streller - Steve Morison |

## Tilskuere
| Hold       | Højest | Lavest | Total   | Gennemsnit |
| ---------- | ------ | ------ | ------- | ---------- |
| Bulgarien  | 27.230 | 1.672  | 47.972  | 11.993     |
| England    | 84.459 | 73.426 | 308.464 | 77.116     |
| Montenegro | 11.500 | 7.442  | 41.032  | 10.258     |
| Schweiz    | 37.500 | 16.880 | 100.377 | 25.094     |
| Wales      | 68.959 | 8.194  | 103.531 | 25.883     |